# Vincent Zabus
Vincent Zabus, né le 8 mai 1971 à Namur, est un scénariste de bande dessinée et dramaturge belge francophone.

## Biographie
Vincent Zabus naît le 8 mai 1971 à Namur. Il suit des études littéraires et obtient une licence de philologie romane. Devenu professeur de français, il enseigne bientôt la littérature et le théâtre avant de se consacrer à l'écriture de pièces de théâtre et de scénarios de bandes dessinées.
Sa pièce de théâtre Les Ombres obtient le Prix Sony-Labou-Tansi en 2010. Puis, en 2013, l'album de bande dessinée, Les Ombres, une fable sur l'exil de 200 pages,, conçu avec le dessinateur Hippolyte et publié aux éditions Phébus, reçoit plusieurs distinctions : prix Laurence Tran, prix des libraires Lucioles, prix des Lycéens d'Île-de-France, etc.
S'associant avec Hippolyte, il livre en 2020 Incroyable ! aux éditions Dargaud. L'album figure dans la sélection pour le fauve d'or au Festival d'Angoulême 2021. Lors de la remise des Prix Atomium en 2021, l'ouvrage remporte le prix Prem1ère du roman graphique. En 2024, il écrit le roman graphique Nos rives partagées pour le dessinateur Nicoby, publié aux éditions Dargaud. Cet ouvrage conte le quotidien de six personnages, en quête de leur destin,. La même année, il adapte en bande dessinée le roman Oscar et la dame rose de Éric-Emmanuel Schmitt.
En collaboration avec le botaniste et biologiste Francis Hallé, il écrit le scénario d'une bande dessinée de vulgarisation dessinée par Nicoby intitulée : Le Génie de la forêt en 2025.

### Vie privée
Il réside à Dave en 2024.

## Œuvres

### Bande dessinée

#### Le Monde selon François
- 1. Le Secret des écrivains[15], Dupuis, coll. « Punaise », Marcinelle, 2007
Scénario : Vincent Zabus - Dessin et couleurs : Renaud Collin - (ISBN 978-2-8001-3898-5)
- 2. Les Amants éternels, Dupuis, coll. « Punaise », Marcinelle, 2008
Scénario : Vincent Zabus - Dessin et couleurs : Renaud Collin - (ISBN 978-2-8001-4129-9)
- 3. Le Maître du temps[16], Dupuis, coll. « Punaise », Marcinelle, 2009
Scénario : Vincent Zabus - Dessin et couleurs : Renaud Collin - (ISBN 978-2-8001-4376-7)
- Int. L'intégrale[17],[18], Dupuis, Marcinelle, 10 janvier 2014
Scénario : Vincent Zabus - Dessin et couleurs : Renaud Collin -  (ISBN 978-2-8001-5944-7),58 pages de bonus dont les premières planches du futur tome 4 encore à l'état de projet.

#### Agathe Saugrenu
- 1. Je suis un monstre[19] !, Dupuis, Marcinelle, 2007
Scénario : Vincent Zabus - Dessin : Valérie Vernay - Couleurs : quadrichromie - (ISBN 978-2-8001-3899-2)
- 2. Masques et visages[20], Dupuis, Marcinelle, 2007
Scénario : Vincent Zabus - Dessin et couleurs : Valérie Vernay - (ISBN 978-2-8001-4126-8)
- 3. Ça va péter !, Dupuis, Marcinelle, 2009
Scénario : Vincent Zabus - Dessin et couleurs : Valérie Vernay - (ISBN 978-2-8001-4375-0)

#### Les Chroniques d'un maladroit sentimental
- 1. Petit béguin et gros pépins[21], Vents d'Ouest, Paris, 23 janvier 2013
Scénario : Vincent Zabus - Dessin : Daniel Casanave - Couleurs : Patrice Larcenet -  (ISBN 978-2-7234-9133-4)
- 2. L'Enfant à l'écharpe[22], Vents d'Ouest, Paris, 27 août 2014
Scénario : Vincent Zabus - Dessin : Daniel Casanave - Couleurs : Patrice Larcenet -  (ISBN 978-2-7493-0756-5)

#### Hercule, agent intergalactique
- 1. Margot, la fille du frigo[23], Le Lombard, Bruxelles, 17 mai 2019
Scénario : Vincent Zabus - Dessin : Antonello Dalena - Couleurs : Cecilia Giumento - (ISBN 978-2-8036-7083-3)
- 2. L'Intrus[24], Le Lombard, Bruxelles, 15 janvier 2021
Scénario : Vincent Zabus - Dessin : Antonello Dalena - Couleurs : Cecilia Giumento -  (ISBN 978-2-8036-7467-1)
- 3. Les Rebelles[25], Le Lombard, Bruxelles, 8 octobre 2021
Scénario : Vincent Zabus - Dessin : Antonello Dalena - Couleurs : Cecilia Giumento -  (ISBN 978-2-8036-8034-4)

#### Le Monde de Sophie
- 1. La Philo, de Socrate à Galilée, Éditions Albin Michel, Paris, 5 octobre 2022
Scénario : Vincent Zabus - Dessin : Nicoby - Couleurs : Philippe Ory -  (ISBN 978-2-226-46437-8),Adaptation de Jostein Gaarder.
- 2. La Philo, de Descartes à nos jours, Albin Michel, Paris, 6 septembre 2023
Scénario : Vincent Zabus - Dessin : Nicoby - Couleurs : Philippe Ory -  (ISBN 978-2-226-47597-8),Adaptation de Jostein Gaarder.

#### One shots
- Les Petites Gens[26], Le Lombard, Bruxelles, 2012
Scénario : Vincent Zabus - Dessin et couleurs : Thomas Campi - (ISBN 978-2-8036-3102-5)
- Les Ombres[4],[5], Phébus, Paris, 2013
Scénario : Vincent Zabus - Dessin et couleurs : Hippolyte - (ISBN 978-2-7529-0901-5)
- Les Larmes du seigneur afghan[27], Dupuis, coll. « Aire libre », Marcinelle, 2014
Scénario : Pascale Bourgaux, Vincent Zabus - Dessin : Thomas Campi - (ISBN 978-2-8001-5846-4)
- Macaroni !, Dupuis, Marcinelle, 2016
Scénario : Vincent Zabus - Dessin : Thomas Campi - (ISBN 978-2-8001-6360-4)[28],[29]
- Magritte, Ceci n'est pas une biographie[30],[31], Le Lombard, Bruxelles, 2016
Scénario : Vincent Zabus - Dessin : Thomas Campi -  (ISBN 978-2-8036-7027-7)
- Incroyable[32],[33] !, Dargaud, Paris, 2020
Scénario : Vincent Zabus - Dessin et couleurs : Hippolyte -  (ISBN 978-2205-07965-4)
- Autopsie d'un imposteur[34],[35], Delcourt, Paris, 25 août 2021
Scénario : Vincent Zabus - Dessin et couleurs : Thomas Campi -  (ISBN 978-2-413-03665-4)
- Mademoiselle Sophie ou la fable du lion et de l'hippopotame[36],[37],[38],[39],[40], Dargaud, Paris, 27 janvier 2023
Scénario : Vincent Zabus - Dessin et couleurs : Hippolyte -  (ISBN 978-2-205-08985-1)
- Nos rives partagées[41],[42], Dargaud, Paris, 5 avril 2024
Scénario : Vincent Zabus - Dessin : Nicoby - Couleurs : Philippe Ory -  (ISBN 9782205212099)
- Oscar et la dame rose[12], Albin Michel, Paris, 4 septembre 2024
Scénario : Vincent Zabus - Dessin et couleurs : Valérie Vernay -  (ISBN 978-2-226-48379-9),Adaptation du roman éponyme de Éric-Emmanuel Schmitt.
- Les Petits Métiers méconnus[43],[44], Dupuis, Marcinelle, 4 octobre 2024
Scénario : Vincent Zabus - Dessin : collectif - Couleurs : quadrichromie -  (ISBN 978-2-8085-0276-4)
- Le Génie de la forêt[45],[46], Albin Michel, Paris, 22 janvier 2025
Scénario : Francis Hallé, Vincent Zabus - Dessin et couleurs : Nicoby -  (ISBN 978-2-226-49490-0)

### Théâtre
- Les Ombres, Carnières, Belgique, Éditions Lansman, coll. « Théâtre à vif », 2008, 54 p.  (ISBN 978-2-87282-680-3). Prix Sony-Labou-Tansi (2010)[3],
- Trilogie foraine, Carnières, Belgique, Éditions Lansman, coll. « Théâtre à vif », 2012, 110 p.  (ISBN 978-2-87282-907-1)
- Macaroni !, avec Pierre Richards, Carnières, Belgique, Éditions Lansman, coll. « Théâtre à vif », 2014, 36 p.  (ISBN 978-2-87282-996-5)

## Récompenses
- 2010 :  prix Sony-Labou-Tansi pour Les Ombres[3] ;
- 2017 :  Prix regards chrétiens sur la bande dessinée[47] partagé avec Thomas Campi pour Macaroni ! ;
- 2020 :  prix Rossel de la bande dessinée, avec Hippolyte, pour Incroyable ![48] ;
- 2021 :  prix Prem1ère du roman graphique[8] pour Incroyable ! avec Hippolyte.

#### Livres
: document utilisé comme source pour la rédaction de cet article.
- Jacques Fiérain, « Zabus, Vincent », dans La BD dans les provinces de Liège, Namur et Luxembourg, Charleroi, Éd. l'Âge d'or, 2004, 112 p., ill. ; 31 cm (ISBN 9782960019698, OCLC 470388297, présentation en ligne), p. 112.
- Pascale Eben et Karine Magis, Répertoire des auteurs et illustrateurs de livres pour l'enfance et la jeunesse en Wallonie et à Bruxelles, Bruxelles, Wallonie-Bruxelles International, 2014, 192 p., ill. ; 26 cm (ISBN 9782930758008 et 2930758007, OCLC 944278134, lire en ligne), p. 172. .
- Thierry Bellefroid et Jean-Marie Derscheid, « Zabus Vincent - Scénariste », dans 77 auteurs de bande dessinée en Wallonie et à Bruxelles, Bruxelles, Wallonie-Bruxelles International, 2017, 128 p. (ISBN 2-930071-83-4, lire en ligne), p. 109.

#### Périodiques
- Vincent Zabus et Thomas Campi (interviewés par Thierry Wagner), « Case à case : Rebelle en chapeau melon - Entretien avec Vincent Zabus et Thomas Campi », Casemate, no 97,‎ novembre 2016 (ISSN 1964-504X).
- Vincent Zabus (int.), Hippolyte (int.) et Cathia Engelbach, « Incroyable [n']est [pas] belge ! », dBD, no 143,‎ mai-juin 2020, p. 60-65.
- Vincent Zabus et Thomas Campi (interviewés par Marius Jouanny), « Case à case : Beaux gosses et vieilles peaux », Casemate, no 148,‎ juillet-août 2021, p. 24-27 (ISSN 1964-504X).
- Paul Satis, « Les BD de ma vie : Vincent Zabus », Spirou, Dupuis, no 4427,‎ 15 février 2023, p. 19 (ISSN 0771-8071).
- Paul Satis, « Bienvenue dans mon atelier : Vincent Zabus », Spirou, Dupuis, no 4493,‎ 22 mai 2024, p. 25 (ISSN 0771-8071).

#### Articles
- Vincent Zabus et Thomas Campi (interviewés par Pierre Burssens), « Entretien avec Vincent Zabus et Thomas Campi », Auracan,‎ 13 avril 2016 (lire en ligne, consulté le 14 avril 2023).
- Vincent Zabus (interviewé par Bruce Rennes), « Vincent Zabus : « J’aime les histoires du quotidien, teintées de romanesque » », Les Amis de la BD,‎ 10 janvier 2025 (lire en ligne, consulté le 11 janvier 2025).

### Émissions de télévision
- Vincent Zabus "Autopsie d'un imposteur", émission Sous couverture sur Auvio , présentée par Thierry Bellefroid (6 min 15 s), 14 novembre 2021.

### Vidéographie
- Écrire pour le théâtre : Entretien avec Vincent Zabus, site Théâtre contemporain, 16 juin 2011.
- [vidéo] « Vincent Zabus », sur YouTube